# Museu Nacional de Dinamarca
El Museu Nacional de Dinamarca (en danès: Nationalmuseet) a Copenhaguen és el museu d'història de la cultura més gran de Dinamarca. Comprèn la història cultural de Dinamarca i d'altres pobles. La seu central del museu es troba a poca distància de Strøget al centre de Copenhaguen. Mostra objectes de tot el món, des de Groenlàndia a Amèrica del Sud.
El museu té, entre d'altres, seccions en arqueologia, etnologia, numismàtica, etnografia, ciències naturals i conservació de l'arquitectura, 

## Exposicions
El museu abasta 14.000 anys de la història de Dinamarca, des dels caçadors de rens de l'Edat del gel a obres dels vikings i obres d'art religiós de l'Edat Mitjana. També mostra monedes daneses dels vikings i monedes de Roma i Grècia, entre d'altres. També té molts exemples d'art del Pròxim Orient i d'Egipte, per exemple provinents de les excavacions daneses de l'any 1957 a Tell Shemshara a l'Iraq.

## Peces notables
- Banyes d'or de Gallehus (només se'n mostren còpies, ja que l'original va ser destruït)
- Calderó de Gundestrup
- Taüt de la Noia d'Egtved
- Pedra de fita de Kingittorsuaq
- Pedra de Snoldelev
- Carro Solar de Trundholm
- Epitafi de Seikilos
- Armes de Nolder

## Galeria

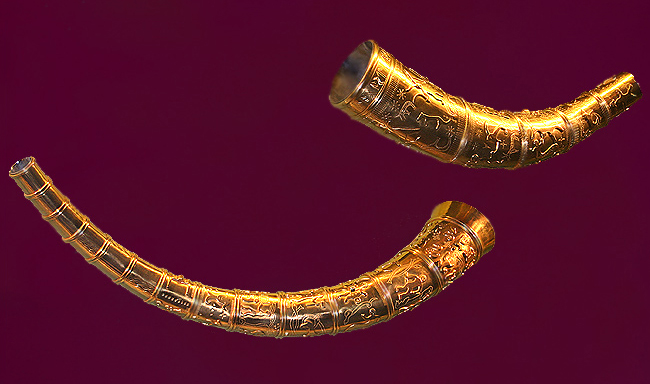
Còpies de les banyes d'or de Gallehus del segle iv.
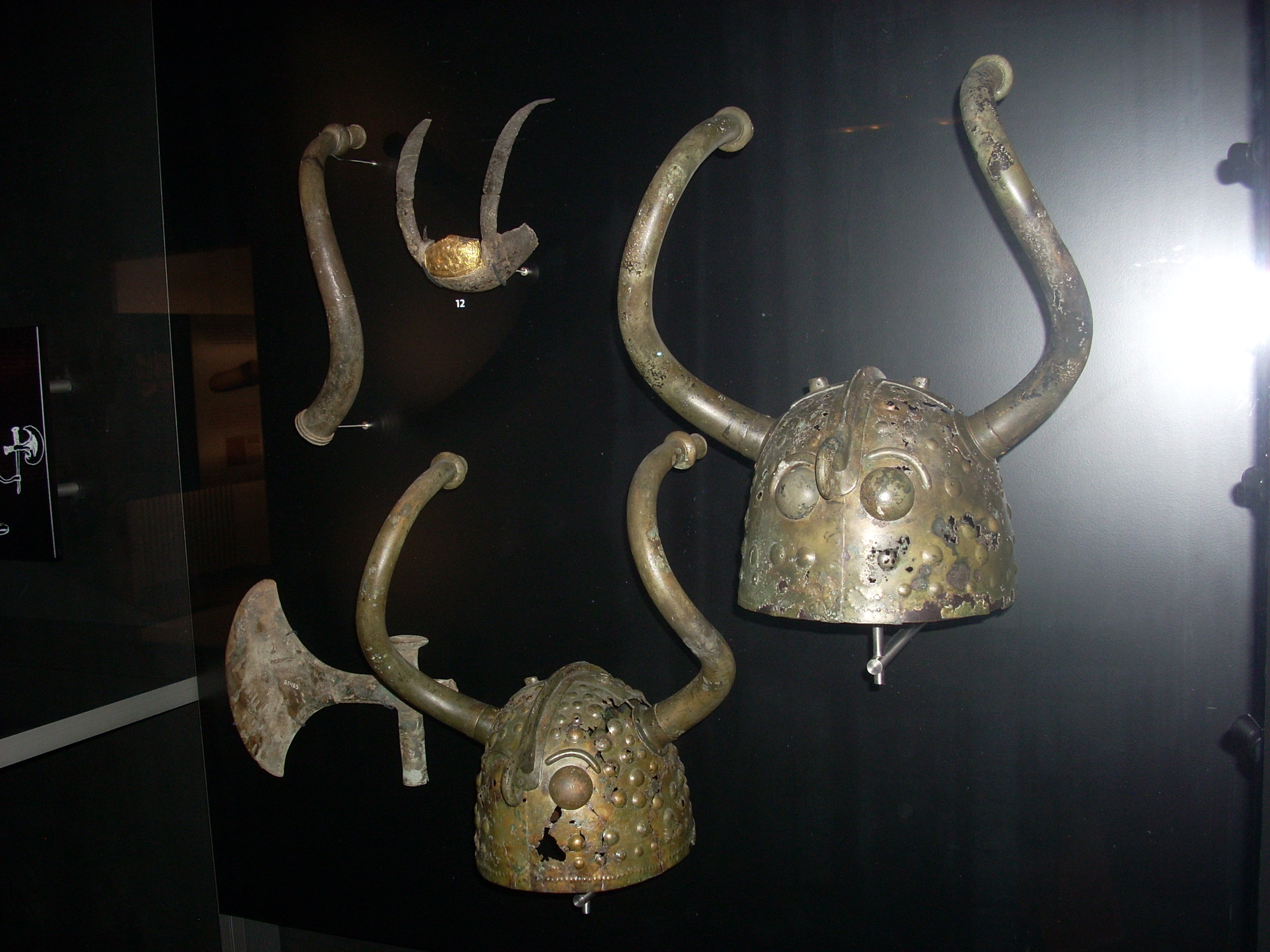
Cascs de bronze de Brøns Mose a Veksø a Zealand, Dinamarca.
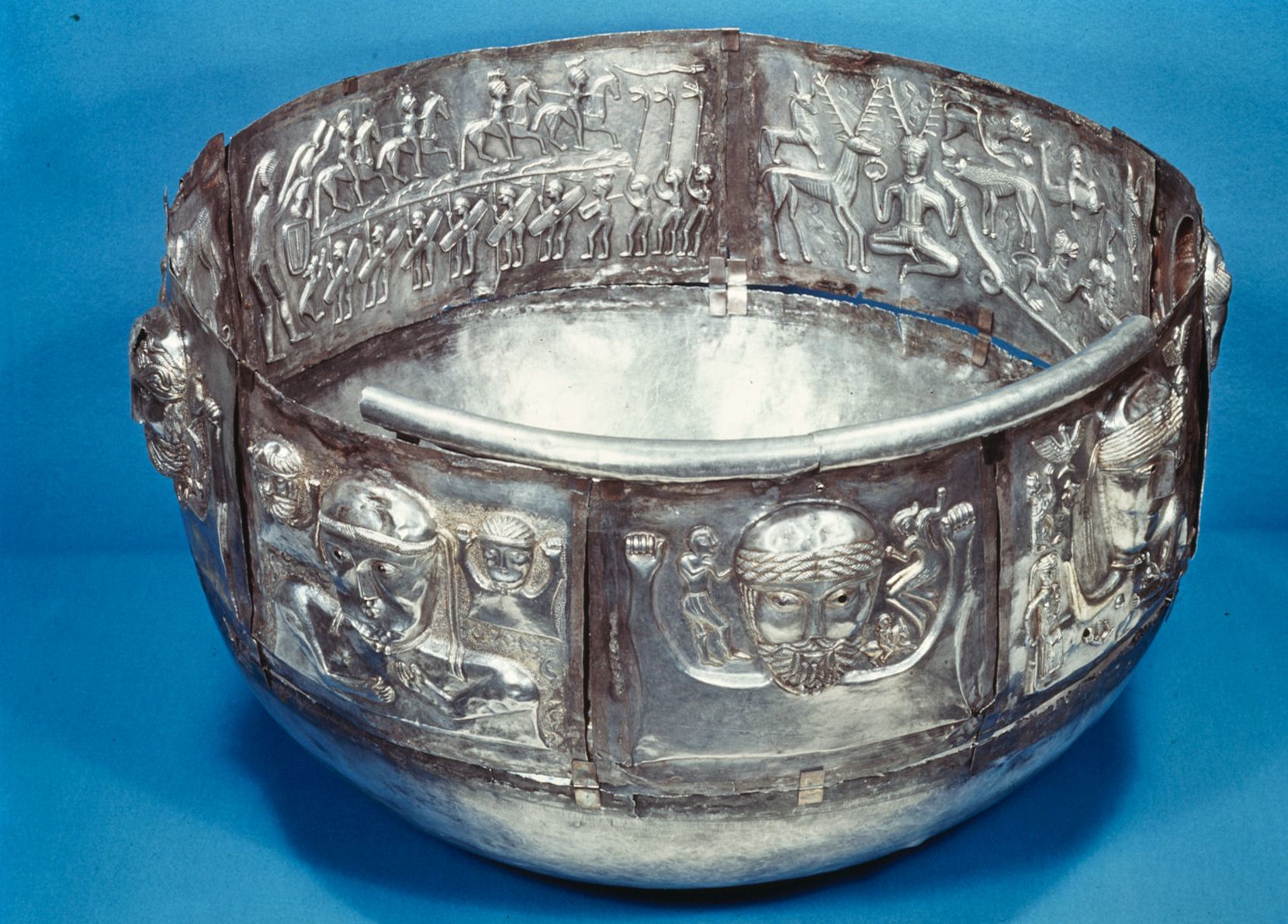
Gundestrupkarret (el calderó de Gundestrup), del segle I aC.
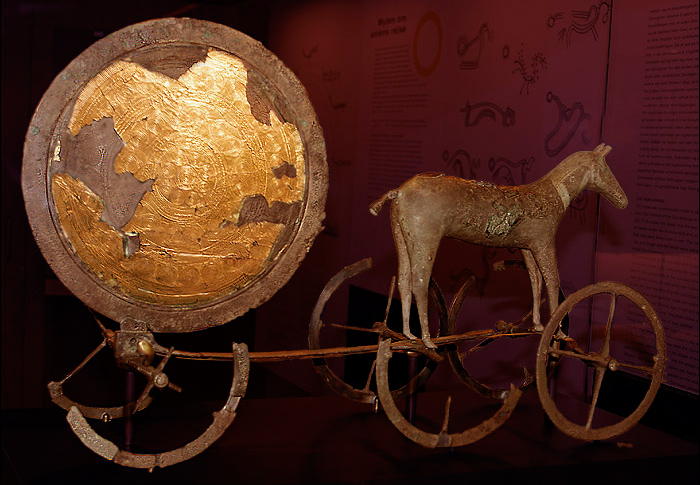
El carro Solar de Trundholm de l'edat de Bronze.
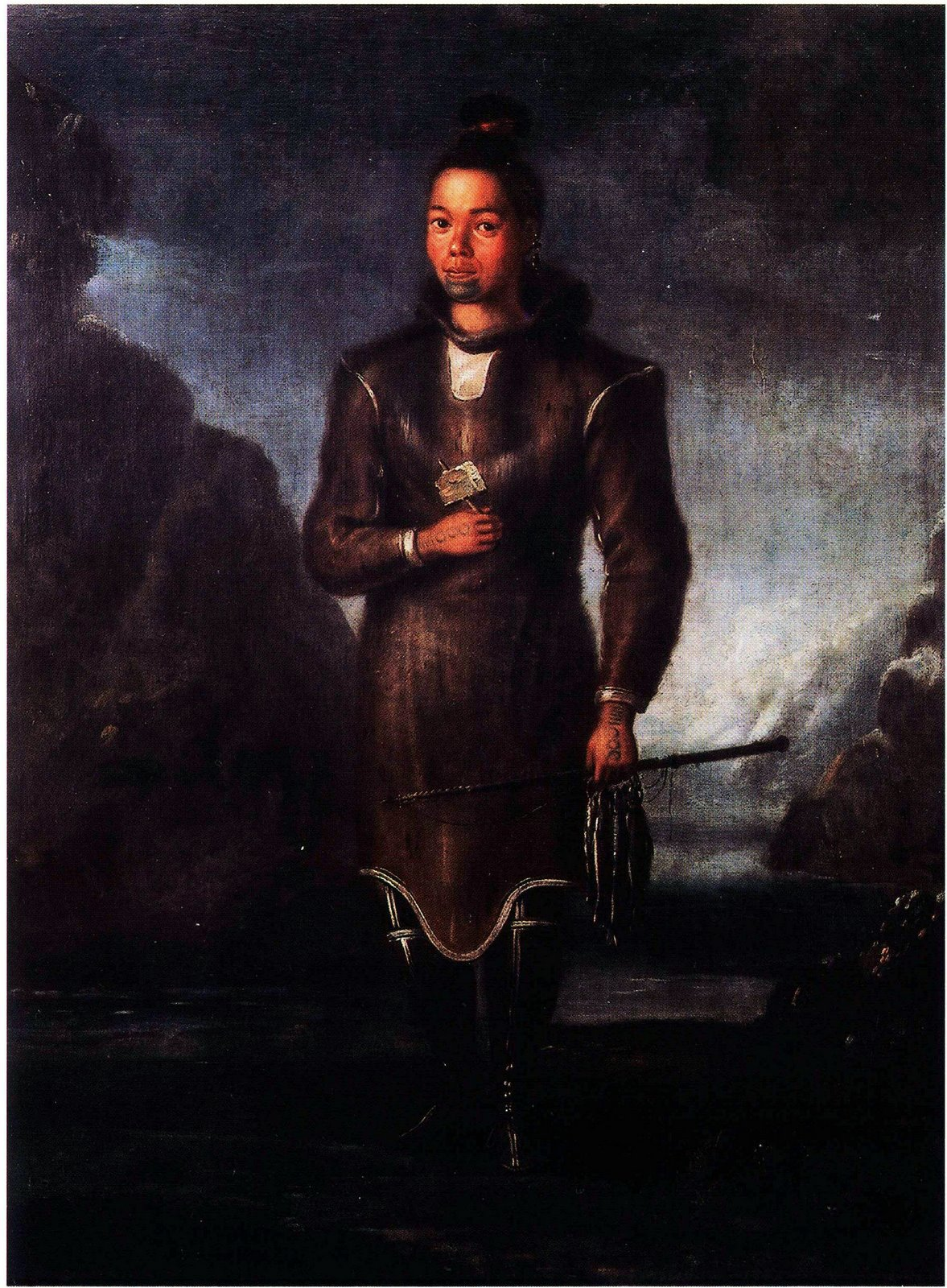
Nivisarsiaq, una pintura d'una noia de Groenlàndia del segle xviii.
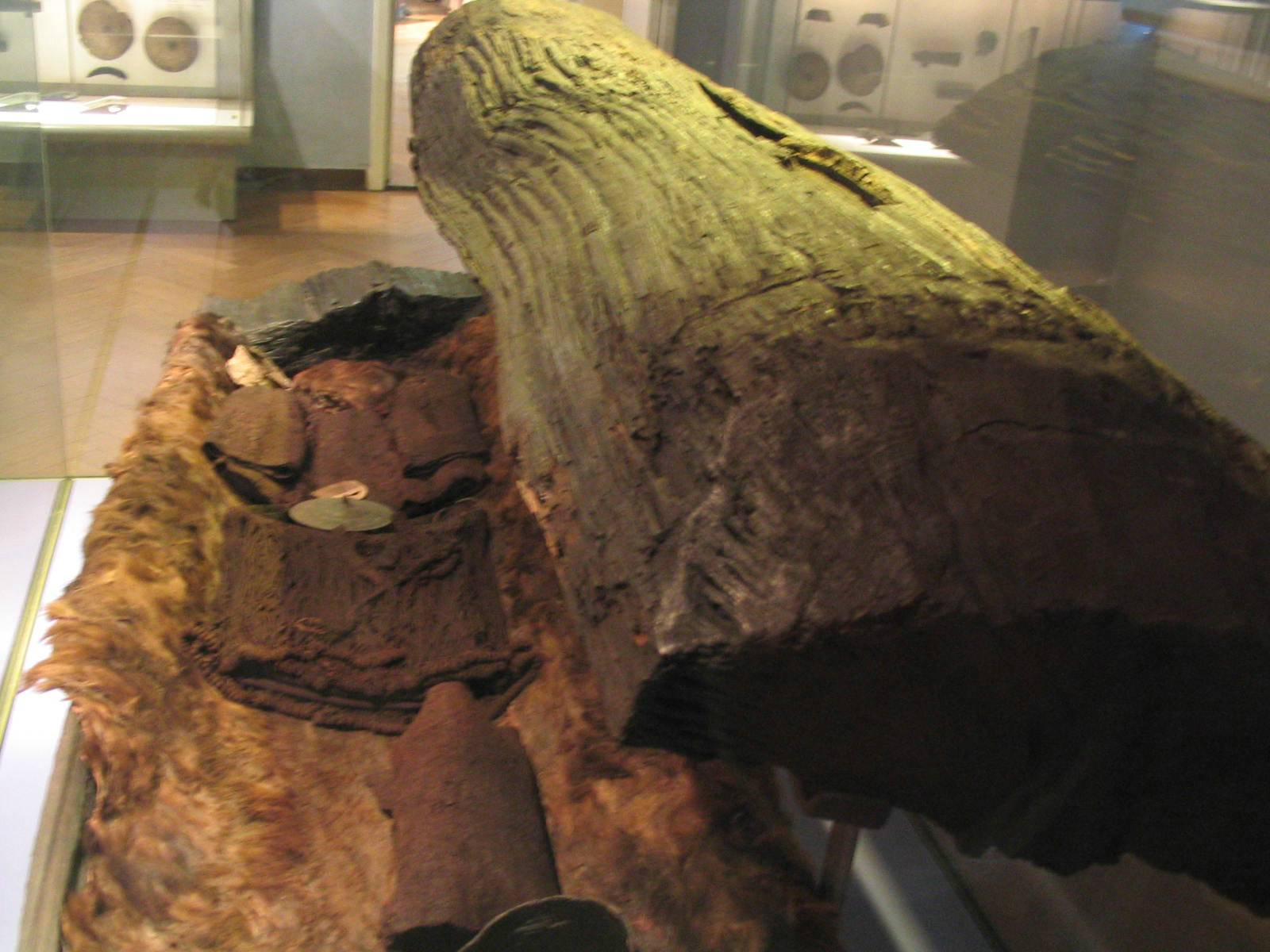
Taüt de la noia d'Egtved de l'edat del Bronze.